# Verrucaria confluens
Verrucaria confluens är en lavart som beskrevs av A. Massal. Verrucaria confluens ingår i släktet Verrucaria och familjen Verrucariaceae.   Inga underarter finns listade i Catalogue of Life.